# Schmidtottia sessilifolia
Schmidtottia sessilifolia är en måreväxtart som först beskrevs av Nathaniel Lord Britton, och fick sitt nu gällande namn av Ignatz Urban. Schmidtottia sessilifolia ingår i släktet Schmidtottia och familjen måreväxter. Utöver nominatformen finns också underarten S. s. sessilifolia.